# Лудолф XIV фон Алвенслебен
Лудолф XIV фон Алвенслебен (на немски: Ludolf XIV von Alvensleben; * 24 февруари 1554, Хундисбург, Нойхалденслебен/Халденслебен; † 4 юли 1626, Хундисбург) е благородник от род Алвенслебен в Саксония-Анхалт, господар на Хундисбург в Нойхалденслебен/Халденслебен.

## Произход
Той е вторият син на магдебургския таен съветник Лудолф X фон Алвенслебен (1511 – 1596), господар на Нойготерслебен, Хундисбург, Калбе, и съпругата му Берта фон Бартенслебен (1514 – 1587), дъщеря на Бусо фон Бартенслебен, господар на Волфсбург († 1548) и Берта фон Харденберг (ок. 1492 – 1587). Внук е на Гебхард XVII фон Алвенслебен, господар в Нойгатерслебен († 1541) и Фредеке фон Венден († 1551). Брат е на Гебхард XXII фон Алвенслебен (1543 – 1609), Елизабет фон Алвенслебен (1552 – 1609), омъжена 1577 г. в Неайндорф за Август I фон дер Асебург (1545 – 1604), и на София фон Алвенслебен († 1625), омъжена 1574 г. за Фолрат фон Крозигк († 1597).

## Фамилия
Лудолф XIV фон Алвенслебен се жени на 31 август 1584 г. в Деренбург за Аделхайд фон Велтхайм (* 25 януари 1569, Харбке; † 23 януари 1626, Брауншвайг), дъщеря на Ахац фон Велтхайм (1538 – 1588) и Маргарета фон Залдерн (1545 – 1615). Те имат децата:
- Гебхард XXIV фон Алвенслебен (* 15 юни 1591, Лангенщайн; † 18 януари 1667, Хундисбург), женен за Берта София фон Залдерн (* ок. 1610; † 3 юни 1670), дъщеря на Буркхард IX фон Залдерн (1568 – 1635) и Агнес фон дер Шуленбург (1578 – 1626)
- Елизабет фон Алвенслебен (1593 – 1624), омъжена на 18 март 1617 г. в Калбе за Хайнрих фон дем Вердер (ок. 1578 – 1636), господар във Вердерсхаузен и Грьобциг
- София фон Алвенслебен (* 1595), омъжена на 27 арил 1628 г. в Магдебург за Хайнрих Юлиус фон Велтхайм (1596 – 1651), господар в Бартенслебен, Дещет, Ингерслебен и Вестербург
- Мария фон Алвенслебен, омъжена за Ахац фон Ягов
- Лудолф фон Алвенслебен
- Ахац фон Алвенслебен
- Барта фон Алвенслебен
- Маргарета фон Алвенслебен
- Хайнрих Юлиус фон Алвенслебен
- Буркхард фон Алвенслебен
- Барта фон Алвенслебен